# Belle-Île (Liège)
Pour les articles homonymes, voir Belle-Île.
Belle-Île est une île artificielle de Liège, occupée notamment par le centre commercial du même nom.

## Géographie
L'île artificielle est entourée par l'Ourthe au nord, et le canal de l'Ourthe au sud. Elle est occupée par le quartier de Garde-Dieu à l'ouest, le centre commercial du même nom en son centre et, à l'est, par une station d'épuration.